# Volt
SI-enheden volt (symbol V) er måleenheden for elektrisk spænding. Enheden er opkaldt efter den italienske fysiker Alessandro Volta.
En volt er defineret som det elektriske potential over en leder med en strøm på én ampere (A) der omsætter én watt (W), eller simplificeret: Joule pr. Coulomb.
{\displaystyle \mathrm {V} ={\frac {\mathrm {W} }{\mathrm {A} }}={\frac {\mathrm {J} }{\mathrm {C} }}={\frac {\mathrm {kg} \cdot \mathrm {m} ^{2}}{\mathrm {s^{3}} \cdot \mathrm {A} }}}